# Малиновое (Днепропетровская область)
Малиновое (укр. Малинове) — село,
Новопокровский поселковый совет,
Солонянский район,
Днепропетровская область,
Украина.
Код КОАТУУ — 1225055403. Население по переписи 2001 года составляло 149 человек .

## Географическое положение
Село Малиновое находится в 5-и км от левого берегу реки Камышеватая Сура,
на расстоянии в 1 км от села Котляровка.
По селу протекает пересыхающий ручей с запрудой.